# 材木町東
材木町東（ざいもくちょうひがし）は、大阪府堺市堺区にある地名。2024年現在の行政地名は材木町東一丁から材木町東四丁。住居表示は実施済。

## 地理
堺区の中央部に位置する。北西は材木町西、北東は宿屋町東、南東は中向陽町、南西は車之町東に接する。北西から順に一丁から四丁がある。

## 歴史

### 地名の由来
「材木町」の地名は、堺が昔から九州・四国などの材木を港で陸揚げして、各地に運んでいたことに由来する。

### 沿革
- 1872年（明治5年）、北中之町・市戎町・弓場町・材木寺町・北材木農人町と中魚屋町の一部より材木町東成立。堺町のうち。
- 1879年（明治12年）、郡区町村編成法施行により、堺区の所属となる。
- 1889年（明治22年）、市制施行により、堺市の所属となる。
- 1932年（昭和7年）、一部を中向陽町1 - 2丁に編入。
- 1939年（昭和14年）、一部を宿屋町東1 - 3丁に編入。
- 1959年（昭和34年）、宿屋町・北材木町の各一部を編入[7]。
- 2006年（平成18年）、堺市が政令指定都市に移行し、行政区を設置。材木町東は堺区の所属となる。

## 世帯数と人口
2024年（令和6年）5月31日現在の世帯数と人口は以下の通りである。
| 丁           | 世帯数  | 人口  |
| ------------ | ------- | ----- |
| 材木町東一丁 | 92世帯  | 194人 |
| 材木町東二丁 | 63世帯  | 119人 |
| 材木町東三丁 | 71世帯  | 122人 |
| 材木町東四丁 | 112世帯 | 211人 |
| 計           | 338世帯 | 646人 |

### 人口の変遷
| 1995年（平成7年）  | 621人 | [ 8 ]  |  |
| 2000年（平成12年） | 765人 | [ 9 ]  |  |
| 2005年（平成17年） | 721人 | [ 10 ] |  |
| 2010年（平成22年） | 654人 | [ 11 ] |  |
| 2015年（平成27年） | 622人 | [ 12 ] |  |
| 2020年（令和2年）  | 628人 | [ 13 ] |  |

### 世帯数の変遷
| 1995年（平成7年）  | 238世帯 | [ 8 ]  |  |
| 2000年（平成12年） | 304世帯 | [ 9 ]  |  |
| 2005年（平成17年） | 304世帯 | [ 10 ] |  |
| 2010年（平成22年） | 282世帯 | [ 11 ] |  |
| 2015年（平成27年） | 267世帯 | [ 12 ] |  |
| 2020年（令和2年）  | 309世帯 | [ 13 ] |  |

## 学区
市立小・中学校に通う場合、学区は以下の通りとなる。
| 丁           | 番   | 小学校         | 中学校             |
| ------------ | ---- | -------------- | ------------------ |
| 材木町東一丁 | 全域 | 堺市立錦小学校 | 堺市立殿馬場中学校 |
| 材木町東二丁 | 全域 | 堺市立錦小学校 | 堺市立殿馬場中学校 |
| 材木町東三丁 | 全域 | 堺市立錦小学校 | 堺市立殿馬場中学校 |
| 材木町東四丁 | 全域 | 堺市立錦小学校 | 堺市立殿馬場中学校 |

## 事業所
2021年（令和3年）現在の経済センサス調査による事業所数と従業員数は以下の通りである。
| 丁           | 事業所数 | 従業員数 |
| ------------ | -------- | -------- |
| 材木町東一丁 | 8事業所  | 38人     |
| 材木町東二丁 | 9事業所  | 34人     |
| 材木町東三丁 | 13事業所 | 46人     |
| 材木町東四丁 | 7事業所  | 11人     |
| 計           | 37事業所 | 129人    |

## 交通

### 鉄道
- 阪堺電気軌道阪堺線 - 妙国寺前停留場

### 道路
- 大道筋（堺市道大道筋）

## 施設
- 堺材木町郵便局
- 妙国寺
- 恵照院
- 土居川公園
- 材木町公園

## 郵便
- 郵便番号：590-0942[3]（集配局：堺郵便局[16]）。

## ギャラリー

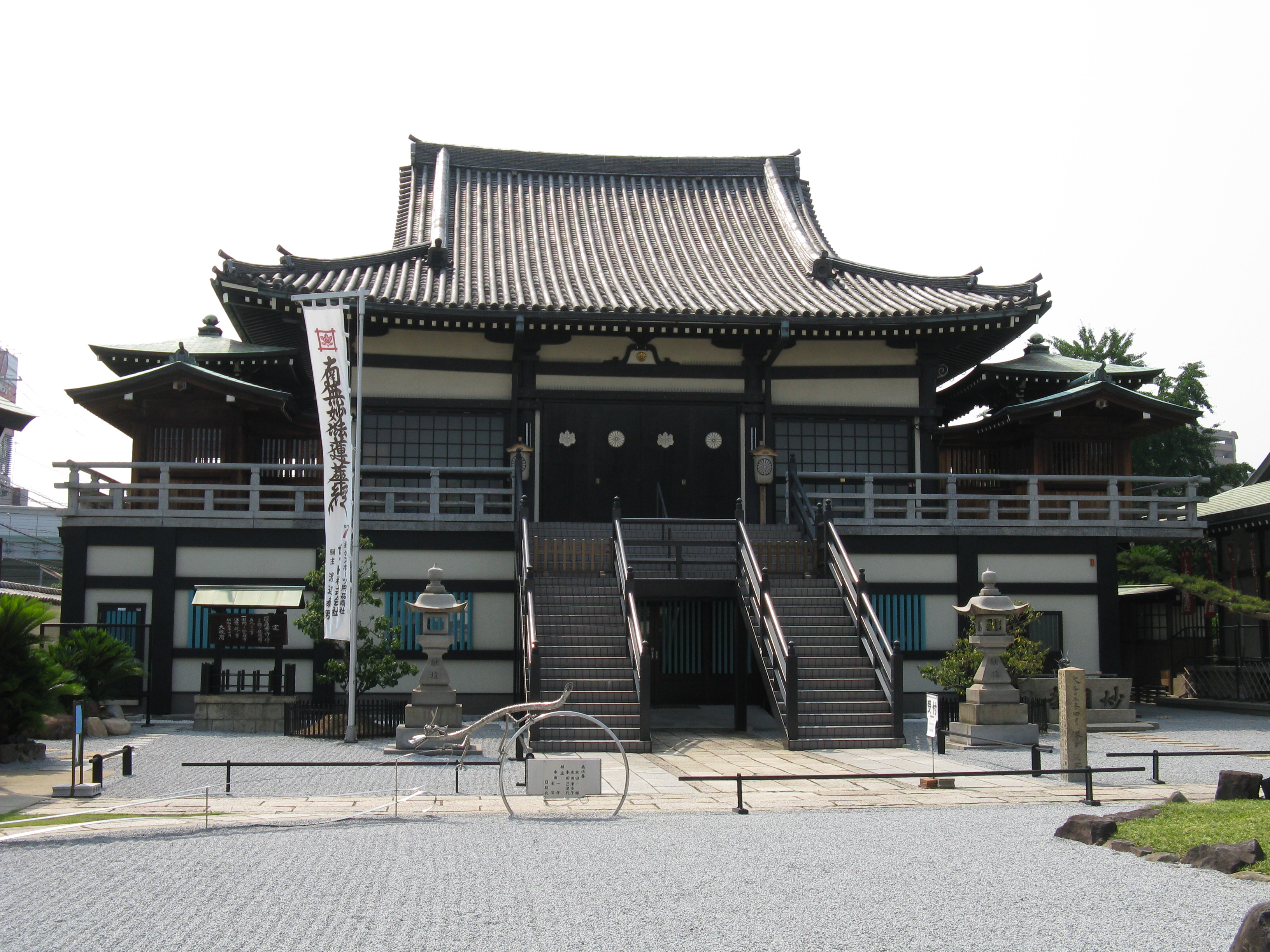
妙国寺
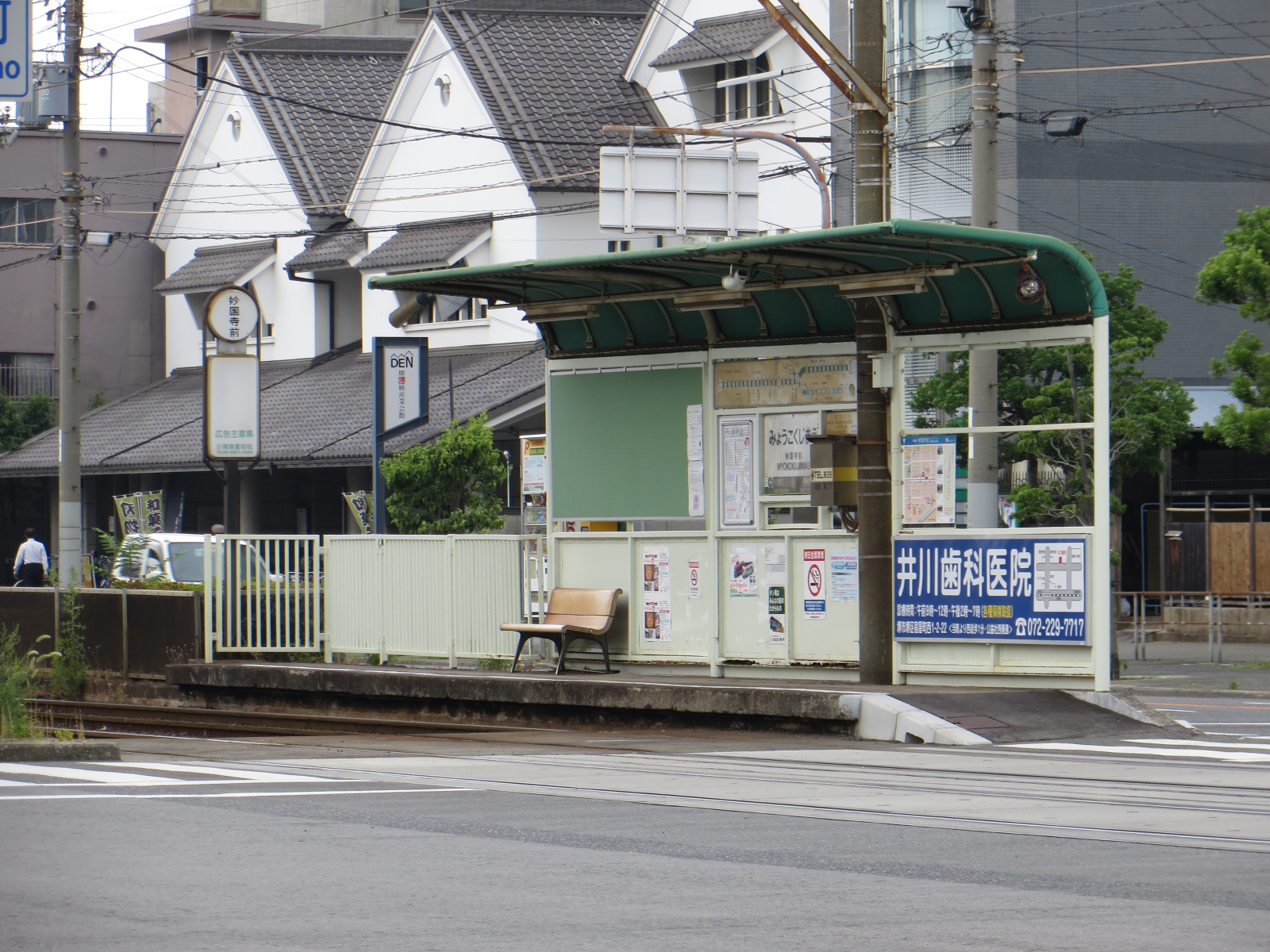
阪堺電気軌道阪堺線 妙国寺前停留場